# Mistrzostwa Europy U-18 w koszykówce mężczyzn
Mistrzostwa Europy U-18 w koszykówce mężczyzn odbywają się od 1964 roku. Z początku mistrzostwa odbywały się co 2 lata, jednak od 2004 odbywają się co rok. Pierwszymi mistrzami świata zostali koszykarze ZSRR, którzy pokonali w finale reprezentację Francji. Ostatnie mistrzostwa wygrała reprezentacja Turcji.  
| Rok            | Gospodarz                                  | Mecz o mistrzostwo  | Mecz o mistrzostwo | Mecz o mistrzostwo | Mecz o trzecie miejsce         | Mecz o trzecie miejsce | Mecz o trzecie miejsce |
| Rok            | Gospodarz                                  | Złoto               | Wynik              | Srebro             | Brąz                           | Wynik                  | Czwarte miejsce        |
| -------------- | ------------------------------------------ | ------------------- | ------------------ | ------------------ | ------------------------------ | ---------------------- | ---------------------- |
| 1964 szczegóły | Włochy (Neapol)                            | ZSRR                | 62–41              | Francja            | Włochy                         | 73–72                  | Bułgaria               |
| 1966 szczegóły | Włochy (Porto San Giorgio)                 | ZSRR                | 71–50              | Jugosławia         | Włochy                         | 47–42                  | Czechosłowacja         |
| 1968 szczegóły | Hiszpania (Vigo)                           | ZSRR                | 82–73              | Jugosławia         | Włochy                         | 53–44                  | Turcja                 |
| 1970 szczegóły | Grecja (Ateny)                             | ZSRR                | 80–48              | Grecja             | Włochy                         | 62–57                  | Jugosławia             |
| 1972 szczegóły | Jugosławia (Zadar)                         | Jugosławia          | 89–65              | Włochy             | ZSRR                           | 73–60                  | Izrael                 |
| 1974 szczegóły | Francja (Orlean)                           | Francja             | 80–79              | Hiszpania          | Włochy                         | 77–69                  | Szwecja                |
| 1976 szczegóły | Hiszpania (Santiago de Compostela)         | Jugosławia          | 92–83              | ZSRR               | Hiszpania                      | 89–72                  | Bułgaria               |
| 1978 szczegóły | Włochy (Roseto degli Abruzzi, Teramo)      | ZSRR                | 104–100            | Hiszpania          | Jugosławia                     | 95–72                  | Bułgaria               |
| 1980 szczegóły | Jugosławia (Celje)                         | ZSRR                | 83–81              | Jugosławia         | Bułgaria                       | 96–90                  | Hiszpania              |
| 1982 szczegóły | (Dimitrowgrad, Chaskowo)                   | ZSRR                | 97–87              | Jugosławia         | Bułgaria                       | 84–73                  | Włochy                 |
| 1984 szczegóły | Szwecja (Huskvarna, Katrineholm)           | ZSRR                | 75–74              | Włochy             | Jugosławia                     | 92–89                  | Hiszpania              |
| 1986 szczegóły | Austria (Vöcklabruck, Gmunden)             | Jugosławia          | 111–87             | ZSRR               | Włochy                         | 83–53                  | Niemcy                 |
| 1988 szczegóły | Jugosławia (Vrbas, Srbobran)               | Jugosławia          | 84–75              | Włochy             | Czechosłowacja                 | 88–70                  | Grecja                 |
| 1990 szczegóły | Holandia (Groningen, Emmen (Holandia)      | Włochy              | 92–79              | ZSRR               | Hiszpania                      | 105–73                 | Rumunia                |
| 1992 szczegóły | Węgry (Budapeszt, Zalaegerszeg, Szolnok)   | Francja             | 94–83              | Włochy             | Wspólnota Niepodległych Państw | 113–108                | Grecja                 |
| 1994 szczegóły | Izrael (Tel Awiw)                          | Litwa               | 73–71              | Chorwacja          | Hiszpania                      | 87–76                  | Włochy                 |
| 1996 szczegóły | Francja (Auch, Lourdes, Tarbes)            | Chorwacja           | 64–51              | Francja            | Jugosławia                     | 77–61                  | Belgia                 |
| 1998 szczegóły | Bułgaria (Warna)                           | Hiszpania           | 81–70              | Chorwacja          | Grecja                         | 97–91                  | Łotwa                  |
| 2000 szczegóły | Chorwacja (Zadar)                          | Francja             | 65–64              | Chorwacja          | Grecja                         | 71–65                  | Włochy                 |
| 2002 szczegóły | Niemcy (Ludwigsburg, Esslingen, Böblingen) | Chorwacja           | 74–72              | Słowenia           | Grecja                         | 82–67                  | Litwa                  |
| 2004 szczegóły | Hiszpania (Saragossa)                      | Hiszpania           | 89–71              | Turcja             | Francja                        | 74–68                  | Włochy                 |
| 2005 szczegóły | Serbia i Czarnogóra (Belgrad)              | Serbia i Czarnogóra | 78–61              | Turcja             | Włochy                         | 88–83                  | Hiszpania              |
| 2006 szczegóły | Grecja (Amaliada, Olimpia, Argostoli)      | Francja             | 77–72              | Litwa              | Hiszpania                      | 92–83                  | Turcja                 |
| 2007 szczegóły | Hiszpania (Madryt)                         | Serbia              | 92–89              | Grecja             | Łotwa                          | 74–72                  | Litwa                  |
| 2008 szczegóły | Grecja (Amaliada, Pirgos)                  | Grecja              | 57–50              | Litwa              | Chorwacja                      | 73–68                  | Francja                |
| 2009 szczegóły | Francja (Metz)                             | Serbia              | 78–72              | Francja            | Turcja                         | 95–74                  | Litwa                  |
| 2010 szczegóły | Litwa (Wilno)                              | Litwa               | 90–61              | Rosja              | Łotwa                          | 75–49                  | Serbia                 |
| 2011 szczegóły | Polska (Wrocław)                           | Hiszpania           | 71–65              | Serbia             | Turcja                         | 69–65                  | Włochy                 |
| 2012 szczegóły | Litwa (Wilno) Łotwa (Lipawa)               | Chorwacja           | 88–76              | Litwa              | Serbia                         | 66–56                  | Rosja                  |
| 2013 szczegóły | Łotwa (Lipawa, Ryga, Windawa)              | Turcja              | 81–74              | Chorwacja          | Hiszpania                      | 57–56                  | Łotwa                  |
| 2014 szczegóły | Turcja (Konya)                             | Turcja              | 85–68              | Serbia             | Chorwacja                      | 75–71                  | Grecja                 |
| 2015 szczegóły | Grecja (Wolos)                             | Grecja              | 64–61              | Turcja             | Litwa                          | 74–49                  | Bośnia i Hercegowina   |
| 2016 szczegóły | Turcja (Samsun)                            | Francja             | 75–68              | Litwa              | Włochy                         | 74–68                  | Niemcy                 |
| 2017 szczegóły | Słowacja (Bratysława)                      | Serbia              | 74–62              | Hiszpania          | Litwa                          | 97–88                  | Turcja                 |
| 2018           | (Lipawa, Ryga i Windawa)                   | Serbia              | 99–90              | Łotwa              | Francja                        | 79–70                  | Rosja                  |
| 2019           | (Wolos)                                    |                     |                    |                    |                                |                        |                        |

## MVP (od 1998)
| Rok  | MVP                     |
| ---- | ----------------------- |
| 1998 | Sani Bečirovič          |
| 2000 | Tony Parker             |
| 2002 | Erazem Lorbek           |
| 2004 | Sergio Rodríguez        |
| 2005 | Dragan Labović          |
| 2006 | Nicolas Batum           |
| 2007 | Kosta Koufos            |
| 2008 | Donatas Motiejūnas      |
| 2009 | Enes Kanter             |
| 2010 | Jonas Valančiūnas       |
| 2011 | Álex Abrines            |
| 2012 | Dario Šarić             |
| 2013 | Kenan Sipahi            |
| 2014 | Egemen Güven            |
| 2015 | Wasilis Charalambopulos |
| 2016 | Frank Ntilikina         |
| 2017 | Nikola Mišković         |
| 2018 | Marko Pecarski          |
| 2019 | Santi Aldama            |

## Dywizja B
| Rok  | Gospodarz                     | Awans do dywizji A   | Awans do dywizji A | Awans do dywizji A | Spotkanie o brązowy medal | Spotkanie o brązowy medal | Spotkanie o brązowy medal |
| Rok  | Gospodarz                     | Złoto                | Wynik              | Srebro             | Brąz *                    | Wynik                     | 4. miejsce                |
| ---- | ----------------------------- | -------------------- | ------------------ | ------------------ | ------------------------- | ------------------------- | ------------------------- |
| 2005 | Słowacja                      | Ukraina              |                    | Islandia           | Węgry                     |                           |                           |
| 2006 | Rumunia                       | Rumunia              |                    | Estonia            | Portugalia                |                           |                           |
| 2007 | Bułgaria                      | Belgia               |                    | Ukraina            | Polska                    |                           |                           |
| 2008 | Węgry (Debreczyn)             | Słowenia             |                    | Czechy             | Polska                    |                           | Słowacja                  |
| 2009 | Bośnia i Hercegowina          | Szwecja              |                    | Polska             | Czarnogóra                |                           |                           |
| 2010 | Izrael                        | Czechy               |                    | Finlandia          | Czarnogóra                |                           |                           |
| 2011 | Bułgaria                      | Bułgaria             | 70–68              | Dania              | Szwecja                   | 71–65                     | Czarnogóra                |
| 2012 | Bośnia i Hercegowina          | Bośnia i Hercegowina | 76–64              | Czechy             | Anglia                    | 73–59                     | Finlandia                 |
| 2013 | Macedonia Północna (Strumica) | Czarnogóra           | 64–63              | Polska             | Belgia                    | 70–45                     | Macedonia Północna        |
| 2014 | Bułgaria (Sofia)              | Niemcy               | 64–40              | Ukraina            | Finlandia                 | 70–50                     | Szwecja                   |
| 2015 | Austria                       | Szwecja              | 73–72              | Izrael             | Słowenia                  | 78–60                     | Polska                    |
| 2016 | Macedonia Północna            | Czarnogóra           | 83–72              | Ukraina            | Słowacja                  | 63–62                     | Węgry                     |
| 2017 | Estonia                       | Chorwacja            | 90–84              | Wielka Brytania    | Estonia                   | 90–71                     | Izrael                    |
| 2018 | (Skopje)                      | Holandia             | 86–57              | Słowenia           | Belgia                    | 73–67                     | Estonia                   |
| 2019 | (Oradea)                      |                      |                    |                    |                           |                           |                           |

- Od 2012 roku trzeci zespół dywizji B jest również promowany awansem do dywizji A w kolejnym sezonie